# Stalands möbler

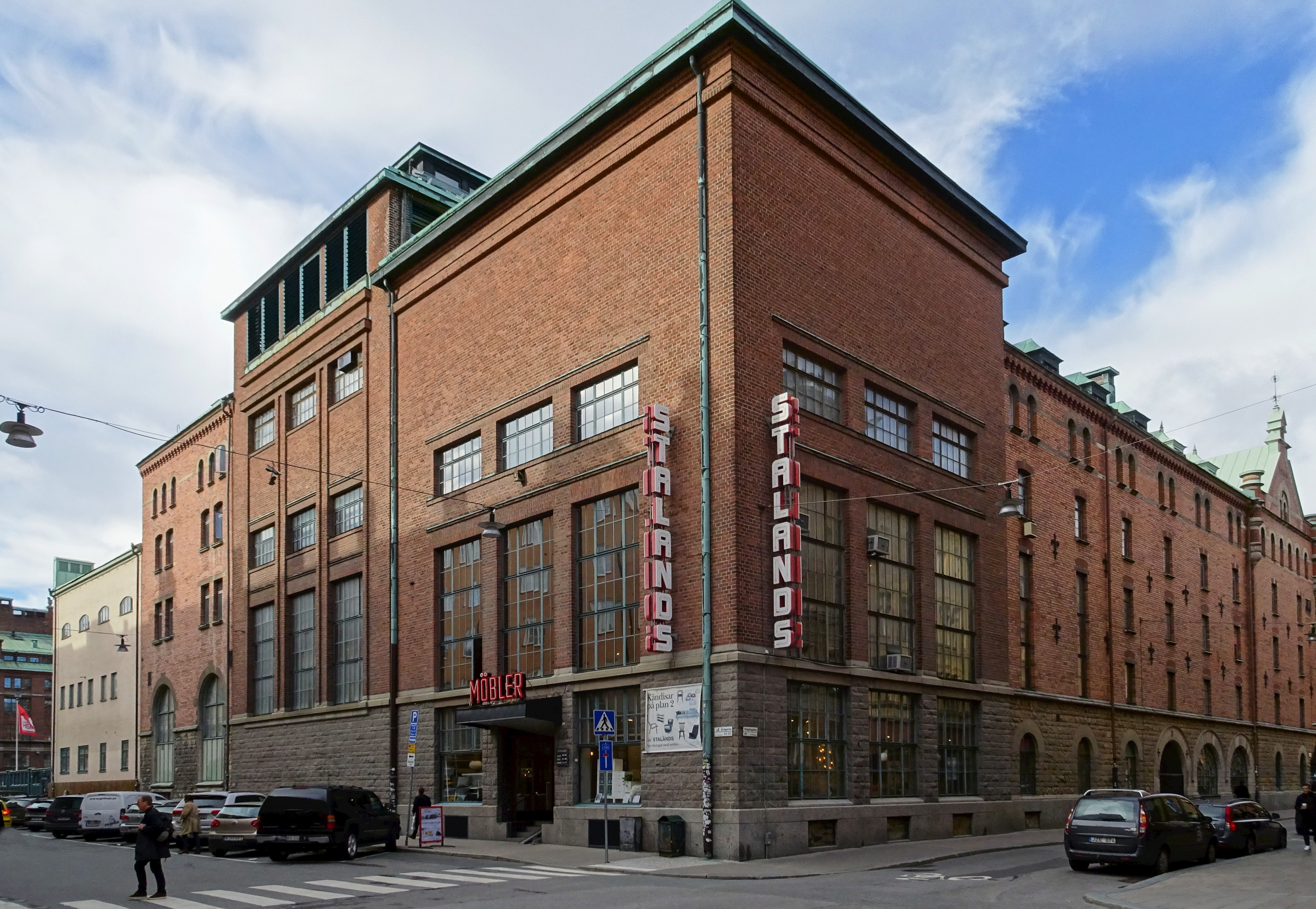
Stalands äldsta möbelhus på Åsögatan i Stockholm.

AB Stalands Möbler är ett inrednings- och möbelvaruhus som grundades 1946 i Stockholm. År 2017 hade Stalands sex heminredningshus runt om i Stockholm. Företaget ingår i möbelkedjan Svenska hem. Stalands är ett familjeföretag ägd av familjen Gullborn genom Formannen Aktiebolag. Huvudkontoret är i huvudfilialen vid Kungens Kurva i södra Stockholm.

## Historik
Stalands grundades av Arnold Staland och Göte Gullborn som 1946 startade möbeltillverkning i Neumüllers Bryggeriets gamla lokaler på Södermalm i Stockholm. Den första butiken låg vid Folkungagatan och hade en försäljningayta på 142 m². När bryggeriverksamheten lades ner omkring 1960 övertog Stalands en stor del av de gamla industrilokalerna vid Åsögatan 121. Filialen vid Åsögatan är Stalands äldsta möbelvaruhus med försäljning på fyra våningsplan.
År 2008 öppnade Stalands största möbelvaruhus i gamla "Asko-huset" (uppkallat efter Asko Möbler) på Månskärsvägen 10, Kungens Kurva, där man disponerar två våningar om totalt 10 000 m². År 2017 hade Stalands sex möbelhus och en interiörbutik och över 100 medarbetare. Företaget säljer inga egna möbler utan är återförsäljare för en lång rad skandinaviska möbeltillverkare som Fritz Hansen (med stolen Sjuan), String (med Stringhyllan), Swedese (med stolen Lamino), Karl Andersson & Söner, Bruno Mathsson, DUX (sängar) och Louis Poulsen (med PH-lampan).

## Bilder

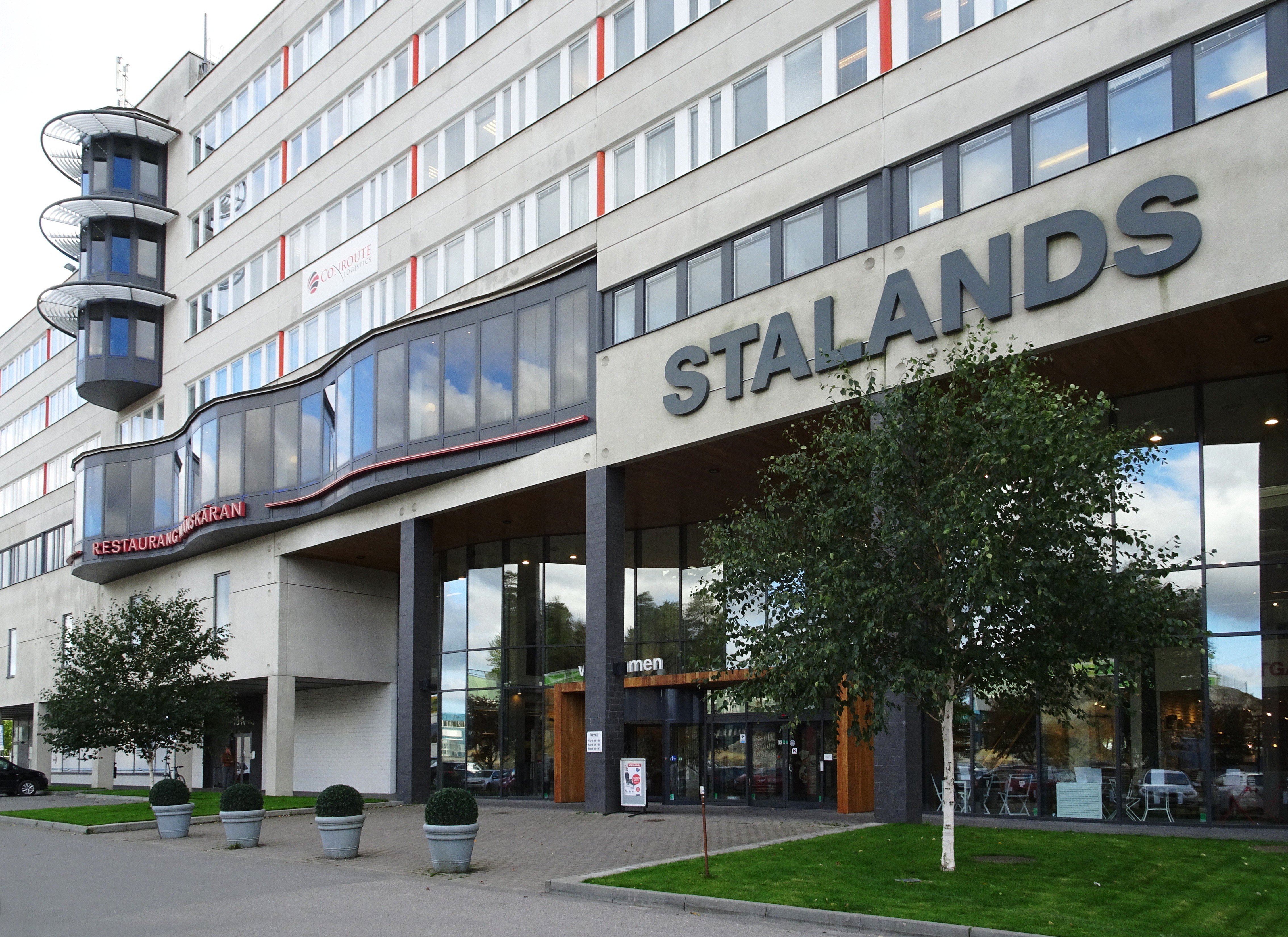
Stalands Kungens kurva
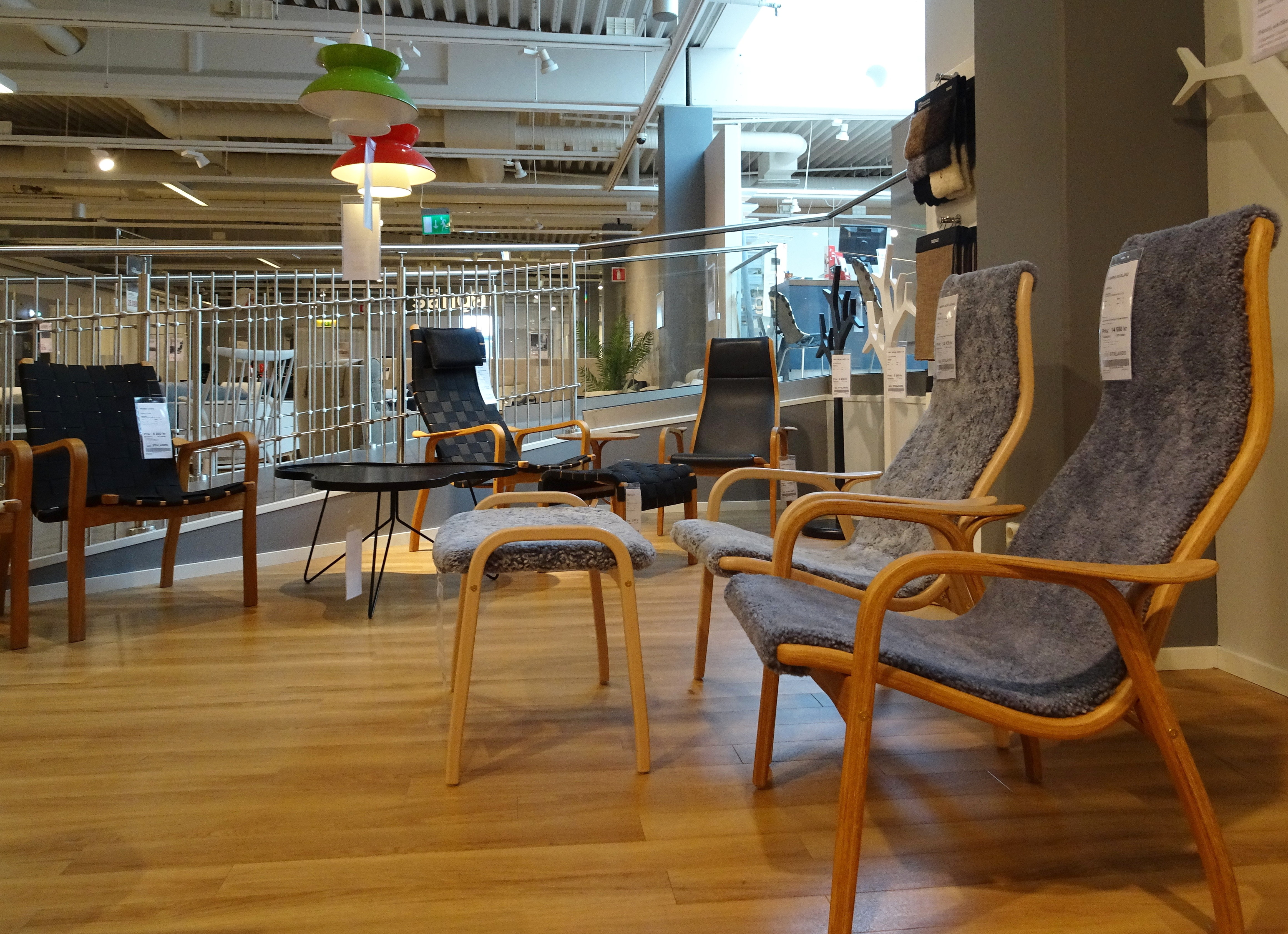
Lamino på Stalands
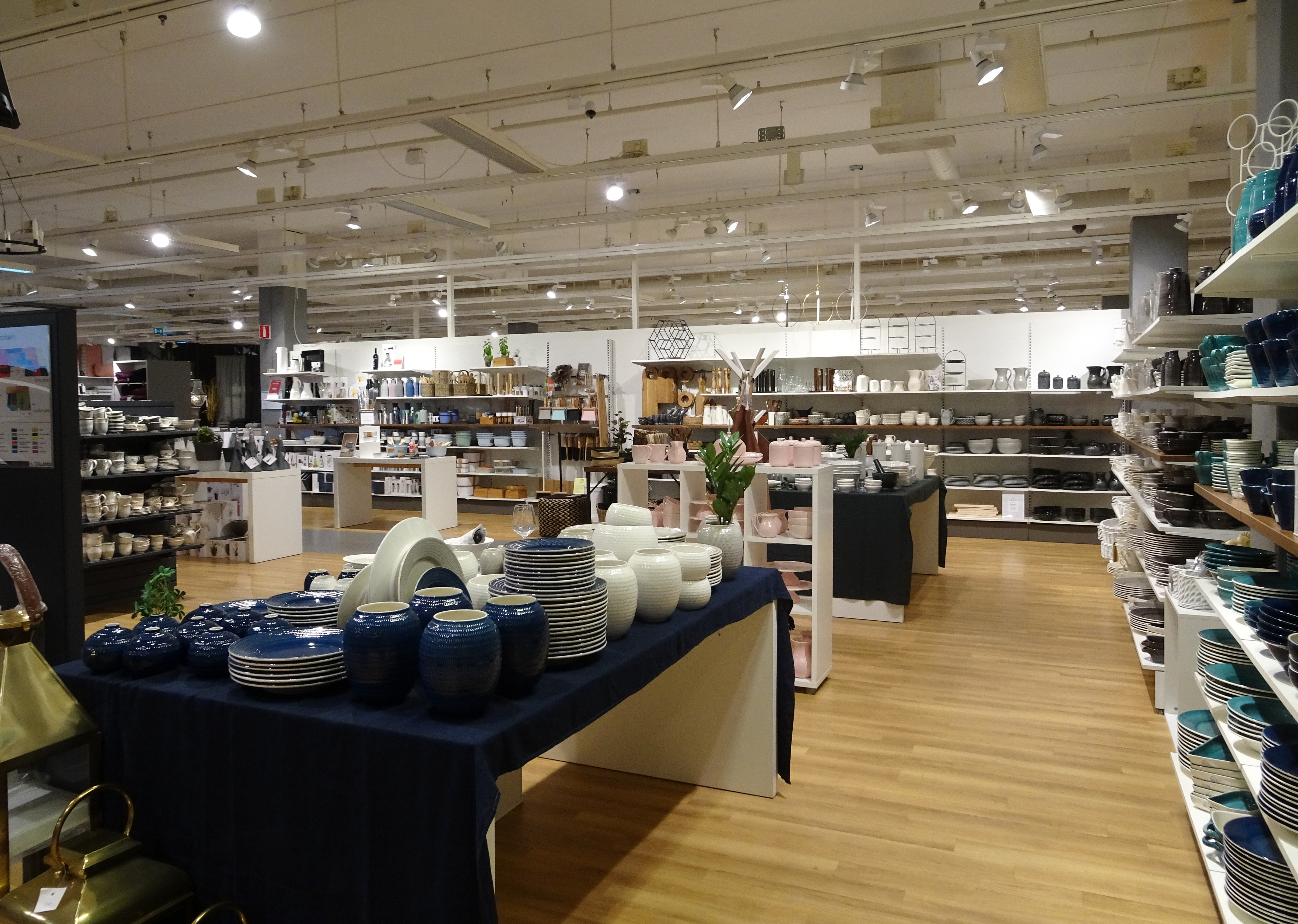
Stalands Kungens kurva
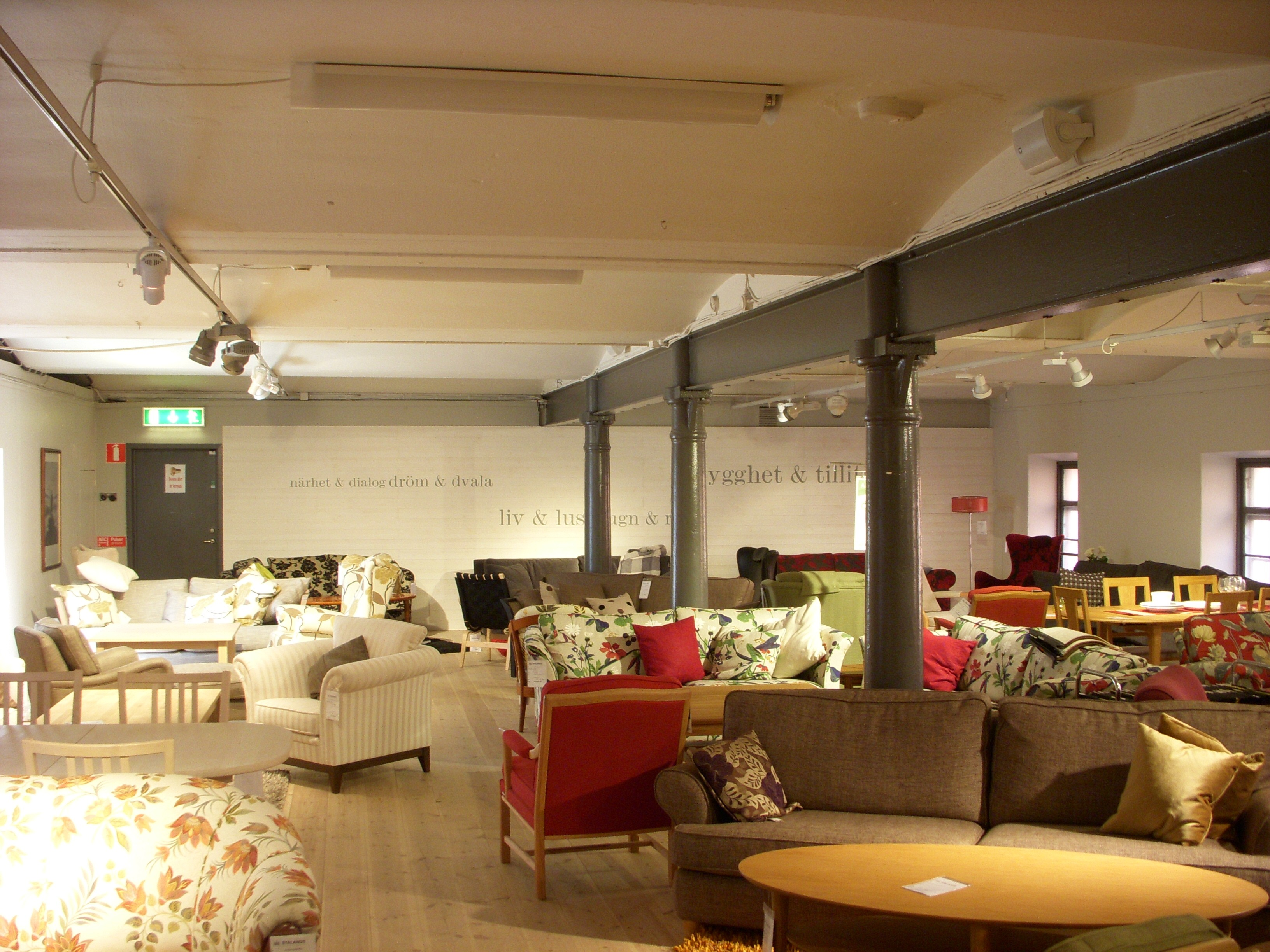
Stalands, Åsögatan
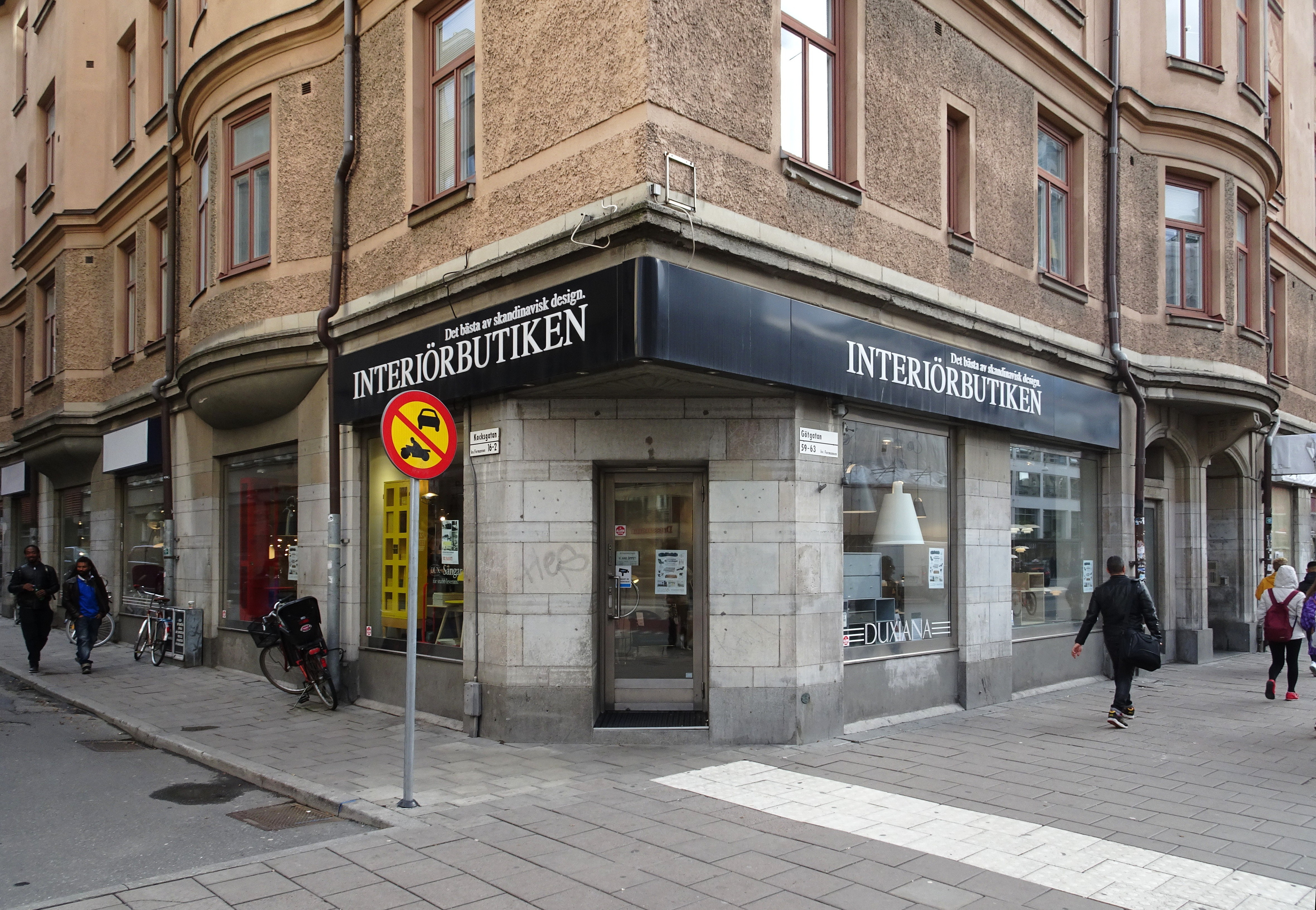
Interiörbutiken Götgatan 59